# Gourbesville
Gourbesville era un comune francese di 176 abitanti situato nel dipartimento della Manica nella regione della Normandia.
Dal 1º gennaio 2016 è parte del nuovo comune di Picauville.

## Società

### Evoluzione demografica
Abitanti censiti